# تلفن همیشه دو بار زنگ می‌زند!!
تلفن همیشه دو بار زنگ می‌زند!! (فرانسوی: Le téléphone sonne toujours deux fois!!‎) یک فیلم به کارگردانی ژان-پیر ورن است که در سال ۱۹۸۵ منتشر شد.

## بازیگران
- دیدیه بوردون
- سیمور بروکسل
- برنار کومپون
- پاسکال لژیتیموس
- ژان-کلود بریالی
- کلمانتین سلاریه
- دری کول
- دومینیک پینان
- ژان رنو
- ژان یان
- میشل گالابرو
- پاتریک سباستین